# Borovany
Borovany (in tedesco Forbes) è una città della Repubblica Ceca facente parte del distretto di České Budějovice, in Boemia Meridionale.

## Storia
La prima notizia di Borovany risale al 1186. Alla fine del Duecento, Borovany era la proprietà della famiglia di Vitek. Nel 1327 la acquistò Guglielmo di Landstein e il suo figlio Vítek la cedette alla famiglia dei Rosenberg. Da questo momento la cittadina faceva parte dei possedimenti di Nové Hrady. Verso la fine del Trecento ci fu un susseguirsi di proprietari e solo negli anni 30 del Quattrocento la cittadina diventò proprietà del Pietro di Linda, un uomo proveniente dall'Olanda e insediatosi nella città di České Budějovice. Questi comprò una parte dei possedimenti nell'intento di entrare a far parte della nobiltà. Morto, però, Martino, il suo unico figlio ed erede, decise di far costruire un monastero agostiniano e di regalargli tutti i suoi beni. Così avvenne, e nel 1455 fu fondato un monastero al posto della chiesa parrocchiale precedente (che vi si trovava dal Trecento). 
Dopo che il monastero negli anni 50 del Sedicesimo secolo fu colpito dalla peste, Guglielmo di Rosenberg nominò un nuovo priore di nome Mattia Kozka di Rynarec, che in seguito si mostrò un pessimo amministratore. Il monastero fu abolito nel 1564. 
Nel 1578 la cittadina di Borovany, a quel tempo proprietà dei Rosenberg, diventò città. Estinta la famiglia (1611), la città insieme a tutti gli altri possedimenti dei Rosenberg passò nelle mani degli Schwamberg. Questi persero la loro proprietà nelle terre boeme a causa della loro partecipazione alla rivolta della nobiltà protestante all'inizio del Seicento e la città divenne proprietà del monastero, rinnovato nel 1630. 
L'ordine dei agostiniani dovette abbandonare il monastero e la città, in seguito alle riforme dell'imperatore Giuseppe II, che nel 1785 abolì la maggior parte dei monasteri nell'Impero austriaco. Il monastero fu acquistato dagli Schwarzenberg, ne lo ricostruirono e ne fecero una residenza. 
Dal 1850, Borovany era una cittadina libera e nel 1973 diventò un'altra volta una città.